# Place Pey-Berland
La Place Pey Berland es una plaza situada en la ciudad de Burdeos. Se encuentra próxima a la calle/cours Alsacia y Lorraine y al Palacio Rohan. Toma su nombre de un obispo que tuvo la ciudad en el S.XV. En la plaza se encuentra la Catedral de Burdeos y la torre Pey-Berland.
En la plaza ha intervenido el arquitecto navarro Francisco Mangado.

## Transporte
Hay un apeadero de las líneas A y B del tranvía APS de la ciudad.

## Monumentos
Se encuentran en la plaza: 
- la catedral de Saint-André;
- la torre Pey Berland;
- el Palais Rohan, ayuntamiento de Burdeos;
- una estatua que representa a Jacques Chaban-Delmas.

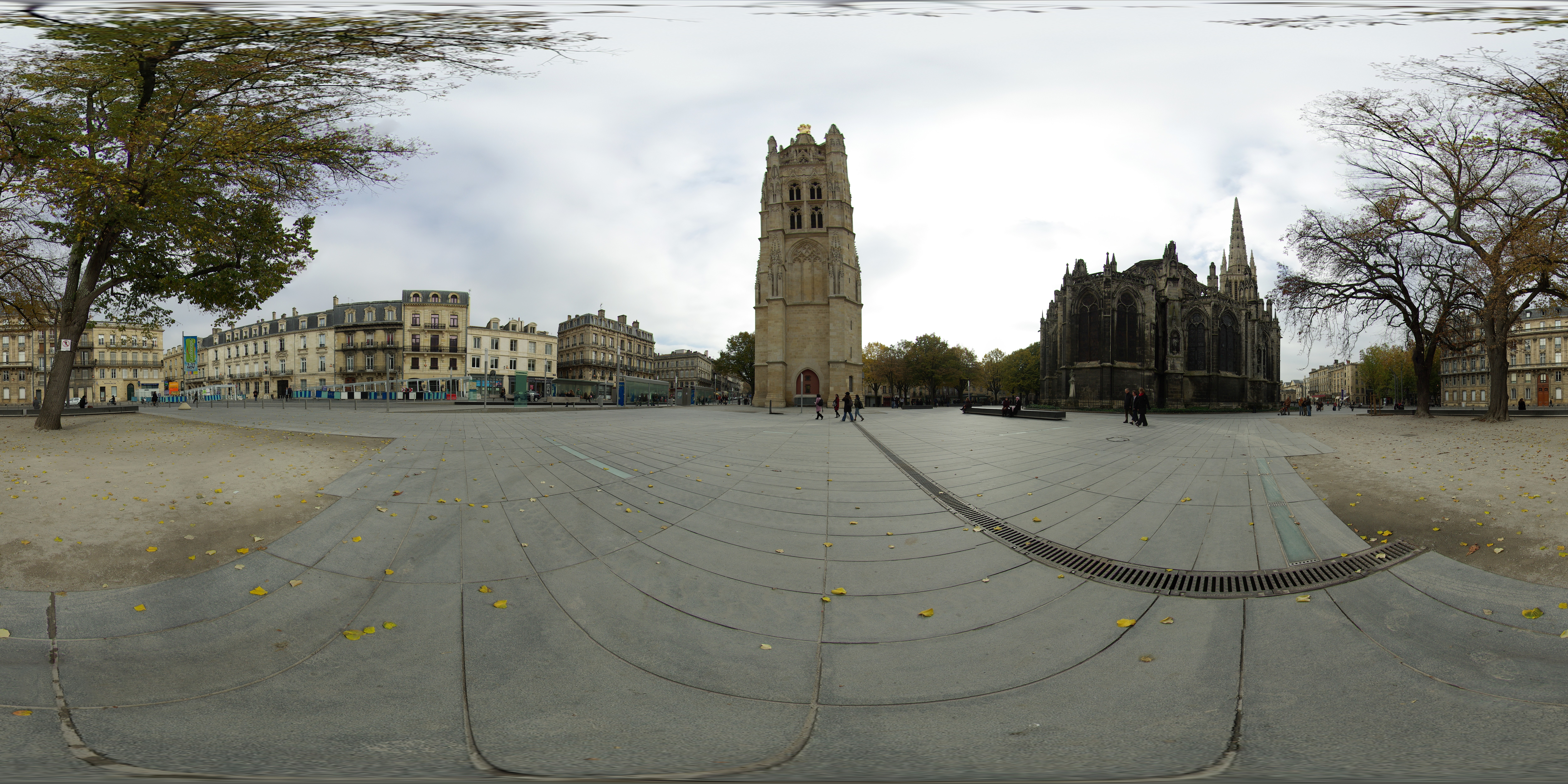
catedral de Saint-André y torre Pey Berland
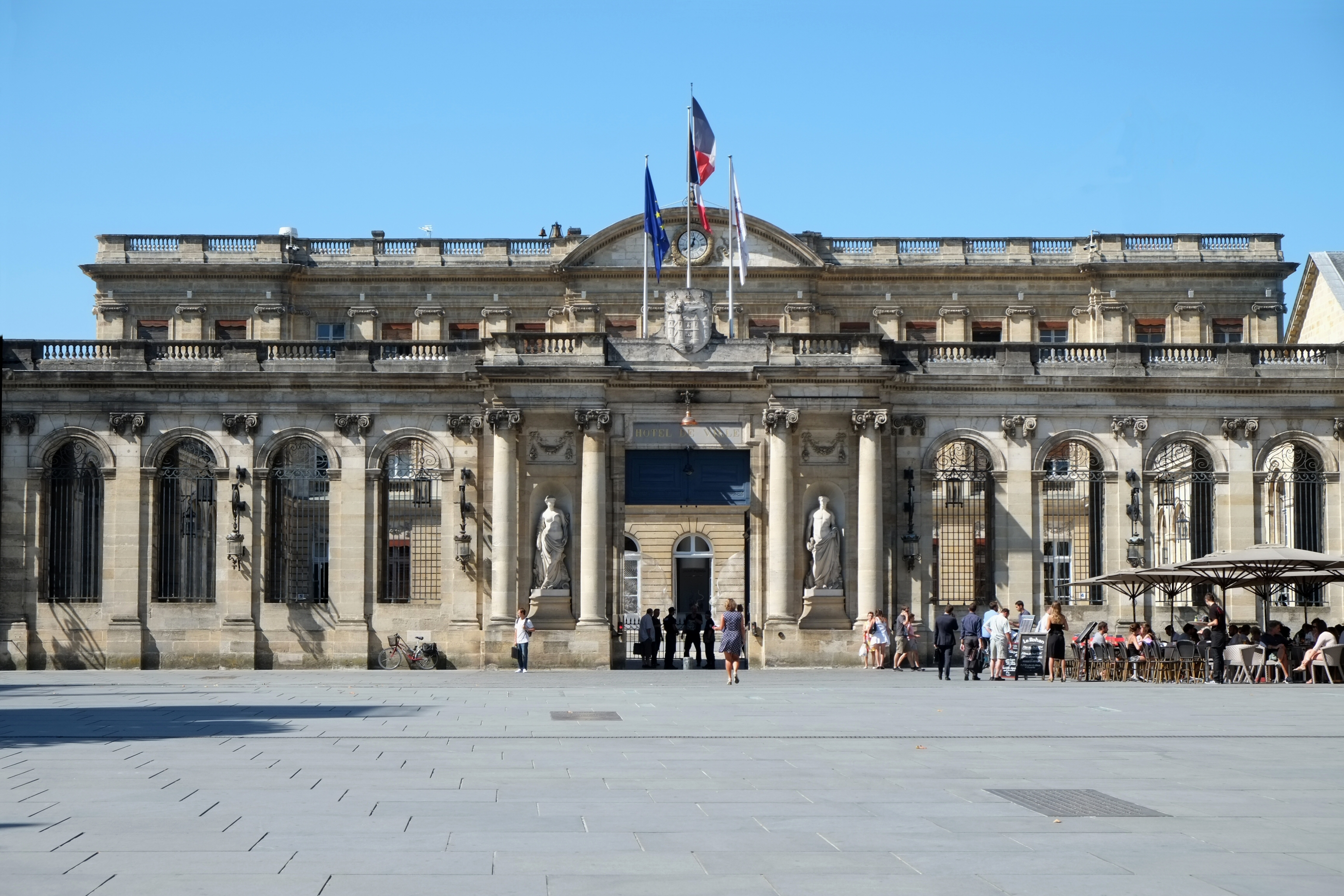
Palais Rohan (Bordeaux), ayuntamiento de Burdeos, plaza Pey Berland
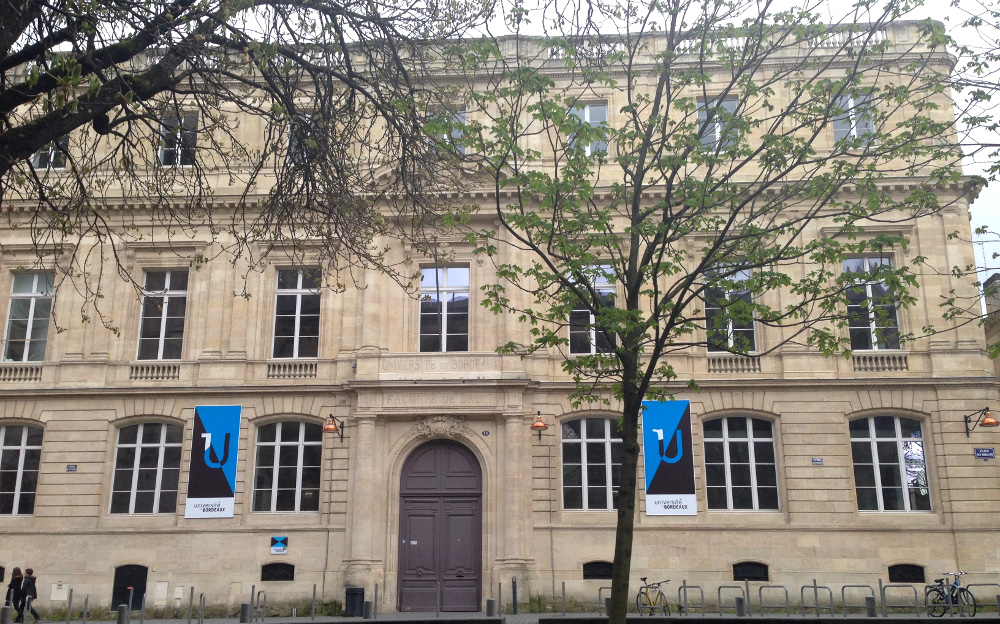
El edificio de la Facultad de Derecho que ahora alberga la sede legal y judicial.

- Datos: Q3390041